# Северная (приток Утки)
Северная (также Северная Утка) — река на Урале, в Свердловской области. Протекает в Шалинском городском округе.
Северная, также Северная Утка — приток реки Дикая Утка, сливается с ней в 29 км от ее устья, после чего река на карте получает название Утка. Длина Северной 22 км. Площадь водосборного бассейна — 73 км².

## География
Истоки Северной — между горами Лифанова и Осиновая, течёт преимущественно на юг и юго-восток, впадает в Утку (текущую здесь на север) в нескольких сотнях метров восточнее посёлка Сабик.

## Данные водного реестра
По данным государственного водного реестра России, река Северная относится к Камскому бассейновому округу, водохозяйственный участок реки — Чусовая от города Ревды до в/п посёлка Кына, речной подбассейн Камы до Куйбышевского водохранилища (без бассейнов рек Белой и Вятки), речной бассейн Камы. Код объекта в государственном водном реестре — 10010100612111100010515.